# Río Maroni
El río Maroni o Marowijne es un río sudamericano que conforma parte de la frontera en disputa entre Surinam y Guayana Francesa (Francia). El río nace en las montañas Tumuk Humak desemboca en el océano Atlántico. También se le conoce como río Lawa o Marouini.
Hay dos reservas naturales ubicadas en el lado surinamés del estuario del río, cerca de la villa de Galibi las cuales proporcionan santuario de protección para las aves y las tortugas de mar que allí incuban sus huevos.